# 단양팔경휴게소
단양팔경휴게소(丹陽八景休憩所, Danyang Palgyeong Service Area)는 충청북도 단양군 단성면 춘천방향 휴게소의 주소는 충청북도 단양군 단성면 하방3길 100, 부산방면에 위치한 휴게소는 충청북도 단양군 적성면 기동2길 32-37이다. 중앙고속도로의 휴게소이다. 양방향 휴게소가 존재한다.

## 시설
- 주차장
- 수유실
- 편의시설: (샤워실 , 세탁실)
- 브랜드매장 : 이마트24, 엔젤리너스
- 농산품판매장
- 주유소 : EX-OIL, GS칼텍스(LPG충전소)
- 전기차충전소

- 주차장
- 수유실
- 매점
- 브랜드매장 : 할리스
- 농산품판매장
- 주유소 : EX-OIL, GS칼텍스(LPG충전소)
- 전기차충전소

## 전후
춘천 방향
- 단양 나들목 ← 단양팔경휴게소 ← 북단양 나들목
- 영주휴게소 ← 단양팔경휴게소 ← 제천휴게소

부산 방향
- 단양 나들목 → 단양팔경휴게소 → 북단양 나들목
- 영주휴게소 → 단양팔경휴게소 → 제천휴게소